# Lejeunea longilobula
Lejeunea longilobula är en bladmossart som beskrevs av Tamás Pócs. Lejeunea longilobula ingår i släktet Lejeunea och familjen Lejeuneaceae. Inga underarter finns listade i Catalogue of Life.